# Овсянниковщина
Овсянниковщина (рос. Овсянниковщина) — присілок у Лодєйнопольському районі Ленінградської області Російської Федерації.
Населення становить 1 особу. Належить до муніципального утворення Доможировське сільське поселення.

## Історія
Згідно із законом від 20 вересня 2004 року № 63-оз належить до муніципального утворення Доможировське сільське поселення.

## Населення
| 1838 | 1862 | 1885 | 1950 | 1997 | 2007 | 2010 |
| ---- | ---- | ---- | ---- | ---- | ---- | ---- |
| 81   | ↗83  | ↗128 | ↘12  | ↘2   | →2   | ↘0   |
| 2014 |      |      |      |      |      |      |
| ↗1   |      |      |      |      |      |      |